# Норт Хоџ (Луизијана)
Норт Хоџ (енгл. North Hodge) град је у америчкој савезној држави Луизијана.

## Демографија
По попису из 2010. године број становника је 388, што је 48 (-11,0%) становника мање него 2000. године.
| Група             | 2000.       | 2010.       |
| Белци             | 350 (80,3%) | 291 (75,0%) |
| Афроамериканци    | 78 (17,9%)  | 74 (19,1%)  |
| Азијати           | 3 (0,7%)    | 0 (0,0%)    |
| Хиспаноамериканци | 1 (0,2%)    | 8 (2,1%)    |
| Укупно            | 436         | 388         |